# 霍赫蓋恩山
47°45′00″N 12°31′00″E / 47.75000°N 12.51667°E
霍赫蓋恩山（德語：Hochgern），是德國的山峰，位於該國南部，由巴伐利亞負責管轄，屬於基姆高山脈的一部分，海拔高度1,748米，每年平均降雨量1,889毫米。